# Sou Eu (álbum de Fiuk)
Sou Eu é o álbum de estreia em carreira solo do cantor brasileiro Fiuk, lançado em 17 de agosto de 2011 pela Warner Music Brasil. O primeiro single do álbum foi a "faixa homônima", lançada em 30 de maio de 2011.

## Lista de faixas
| N.º            | Título                                     | Compositor(es)          | Produtor(es)   | Duração |  |
| 1.             | "Cada um na Sua"                           |                         |                | 2:21    |  |
| 2.             | "Quero Toda Noite" (part. Jorge Ben Jor)   | Fiuk, Jorge Ben Jor     |                | 3:03    |  |
| 3.             | "Amar Alguém"                              |                         |                | 3:08    |  |
| 4.             | "Sou Eu"                                   | Thiaguinho, Rodriguinho | Dudu Borges    | 3:14    |  |
| 5.             | "Sempre Mais"                              |                         |                | 2:25    |  |
| 6.             | "Foi Preciso Você"                         |                         |                | 3:01    |  |
| 7.             | "Abre os Olhos"                            |                         |                | 2:26    |  |
| 8.             | "Às Vezes Sou Tão Criança"                 | Thiaguinho, Rodriguinho |                | 2:55    |  |
| 9.             | "Nada Vai Me Parar" (part. Caco Grandino)  |                         |                | 3:30    |  |
| 10.            | "Quando Lembrar"                           |                         |                | 3:13    |  |
| 11.            | "Linda, Tão Linda"                         |                         |                | 4:28    |  |
| 12.            | "Blowin' in the Wind" (Cover de Bob Dylan) |                         |                | 2:51    |  |
| Duração total: | Duração total:                             | Duração total:          | Duração total: | 36:41   |  |

## Desempenho nas tabelas musicais
| Tabela musical (2011)               | Melhor posição |
| ----------------------------------- | -------------- |
| Brasil (ABPD Albums Chart)          | 10             |
| Brasil (Billboard Top 30 CDs Sales) | 7              |

## Histórico de lançamento
O álbum esteve disponível em pré-venda a partir do dia 8 de agosto de 2011.
| País   | Data                 | Formato               | Gravadora |
| ------ | -------------------- | --------------------- | --------- |
| Brasil | 24 de agosto de 2011 | CD e download digital | Warner    |